# Császló, Szabolcs-Szatmár-Bereg
Császló  este un sat în districtul Fehérgyarmat, județul Szabolcs-Szatmár-Bereg, Ungaria, având o populație de 356 de locuitori (2011). 

## Demografie
Componența etnică a satului Császló
     Maghiari (85,21%)
     Romi (13,03%)
     Români (1,75%)
Componența confesională a satului Császló
     Reformați (56,18%)
     Greco-catolici (16,57%)
     Romano-catolici (16,29%)
     Fără religie (1,69%)
     Necunoscută (9,27%)
Conform recensământului din 2011, satul Császló avea 356 de locuitori. Din punct de vedere etnic, majoritatea locuitorilor (85,21%) erau maghiari, existând și minorități de romi (13,03%) și români (1,75%).  Din punct de vedere confesional, majoritatea locuitorilor (56,18%) erau reformați, existând și minorități de greco-catolici (16,57%), romano-catolici (16,29%) și persoane fără religie (1,69%). Pentru 9,27% din locuitori nu este cunoscută apartenența confesională.